# Chris Powell
Christopher George Robin Powell (Lambeth, Inglaterra, 8 de septiembre de 1969) es un exfutbolista y entrenador inglés que jugaba de lateral izquierdo hasta su retiro en 2010 en el Leicester City. Actualmente es asistente técnico de Danny Röhl en el Sheffield Wednesday Football Club de la EFL Championship.

## Clubes

### Jugador
| Club              | País       | Año       | Partidos | Goles |
| Crystal Palace    | Inglaterra | 1987-1990 | 3        | 0     |
| Aldershot FC      | Inglaterra | 1990      | 11       | 0     |
| Southend United   | Inglaterra | 1990-1996 | 248      | 3     |
| Derby County      | Inglaterra | 1996-1998 | 91       | 1     |
| Charlton Athletic | Inglaterra | 1998-2004 | 200      | 1     |
| West Ham United   | Inglaterra | 2004-2005 | 26       | 0     |
| Charlton Athletic | Inglaterra | 2005-2006 | 27       | 0     |
| Watford FC        | Inglaterra | 2006-2007 | 15       | 0     |
| Charlton Athletic | Inglaterra | 2007-2008 | 17       | 1     |
| Leicester City    | Inglaterra | 2008-2009 | 19       | 0     |

### Entrenador
| Club                         | País         | Año       |
| ---------------------------- | ------------ | --------- |
| Leicester City (interino)    | Inglaterra   | 2010      |
| Charlton Athletic            | Inglaterra   | 2011-2014 |
| Huddersfield Town            | Inglaterra   | 2014-2015 |
| Derby County (interino)      | Inglaterra   | 2016      |
| Southend United              | Inglaterra   | 2018-2019 |
| ADO La Haya (asistente)      | Países Bajos | 2019-2020 |
| Tottenham Hotspur (interino) | Inglaterra   | 2021      |